# Weddell Island

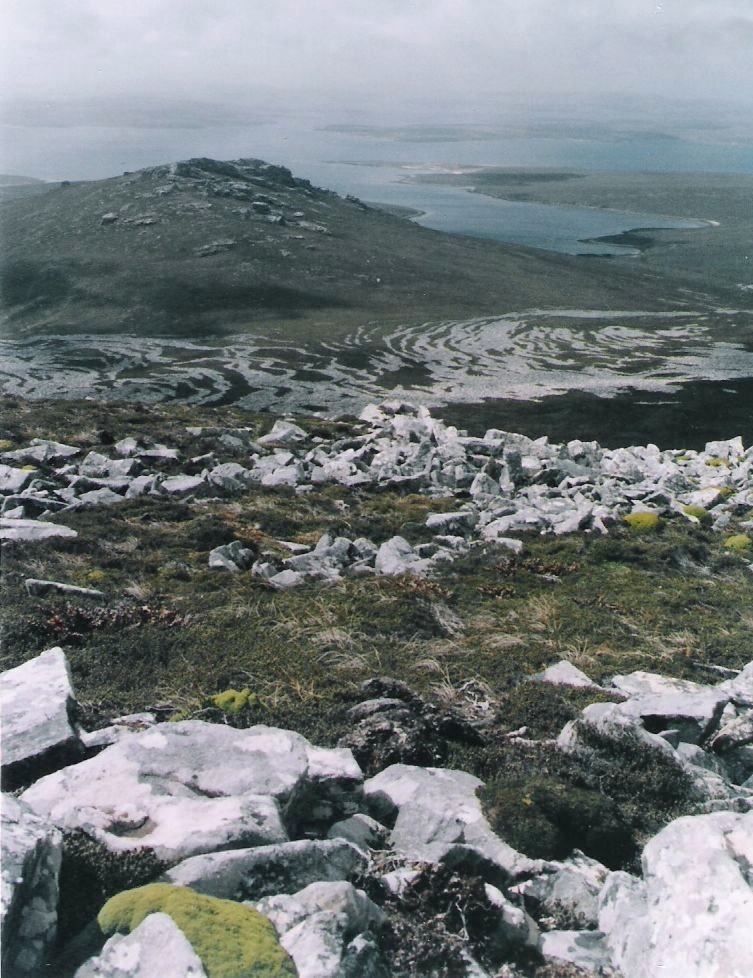
Steinformationen auf der Insel

Weddell Island (span. Name Isla San José) ist mit 254 km² die drittgrößte der Falklandinseln. Sie liegt im Südwesten der Inselgruppe Bis in das späte 19. Jahrhundert war die Insel noch unter dem Namen Swan Island (deutsch: Schwaneninsel) bekannt. Ihr heutiger Name geht auf den britischen Walfänger und Entdecker James Weddell zurück. Die Insel hat 40 Einwohner (Stand 2016). Die Bevölkerung konzentriert sich in der Ortschaft Weddell an der Ostküste und lebt hauptsächlich von der Schafzucht.

## Geographie
Weddell Island wird im Osten von der Queen Charlotte Bay und im Süden vom Smylie Channel begrenzt und ist von einer Reihe kleinerer Inseln umgeben.

Die Insel hat eine annähernd umgekehrte Dreiecksform und wird fast vollständig vom Chatham Harbour in der Mitte durchschnitten. Die Insel erstreckt sich 26,8 km in Süd-Nord-Richtung und 22,4 km in Ost-West-Richtung. Die stark zerklüftete Küstenlinie ist 175,7 km lang. Bis auf den nordöstlichen Tieflandteil ist die Insel überwiegend hügelig. Der höchste Gipfel, Mount Weddell, erreicht eine Höhe von 383 m.

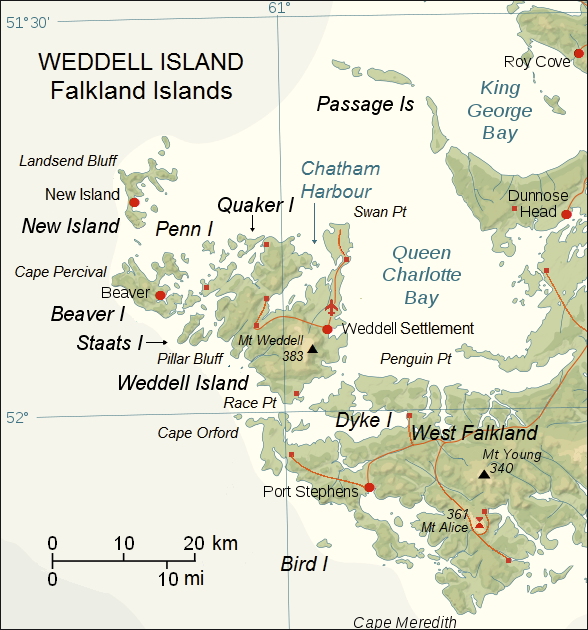
Lage der Weddell Island in der Nähe der zweiten Hauptinsel Westfalkland

## Klima
Weddell hat ein maritimes Klima im Übergangsbereich zwischen der Tundra und der subpolaren Zone nach der Köppen-Geiger-Klimaklassifikation. Das Wetter wird durch die Lage der Insel nördlich und westlich der physischen Grenze der antarktischen Region, der Antarktischen Konvergenz, die zwischen den Falklandinseln und Südgeorgien breit S-förmig verläuft, und östlich der topografischen Barriere der südlichen Anden beeinflusst.
Das Wetter auf der Weddell-Insel ist etwas wärmer und deutlich trockener als auf Stanley, mit einer durchschnittlichen Jahrestemperatur von etwa 6 °C und 500 mm Jahresniederschlag im Vergleich zu 5,5 °C und 600 mm auf Stanley. Der Unterschied zwischen der Durchschnittstemperatur in den wärmsten Monaten (Januar und Februar) und der in den kältesten Monaten (Juni und Juli) beträgt nur 9 °C. Die auf Weddell Island gemessenen Extremtemperaturen liegen bei −7,2 °C und 22,2 °C.

## Flora und Fauna
Wie die meisten der Falklandinseln ist Weddell für seine unberührte Natur bekannt. Pinguine, Mähnenrobben, Delfine und viele Seevögel sind hier ansässig. Seit den 1930er Jahren sind aber auch Skunks, Nandus, Papageien, Guanakos und Patagonische Füchse eingeschleppt worden, die große Schäden am Ökosystem verursacht haben.
Auf der Weddell-Insel sind neben eingeschleppten Tieren auch zahlreiche gebietsfremde Pflanzen, auch zum Teil invasive Pflanzen, weit verbreitet. Am auffälligsten sind hierbei die vielen Monterey-Zypressen und eine Reihe von langen Hecken aus europäischem Ginster in der Nähe des Weddell-Settlement. Beide wurden auf der baum- und strauchlosen Insel vor allem als Windschutz gepflanzt.